# Sakuho
Sakuho (jap. 佐久穂町 Sakuho-machi) – miasto w Japonii, na wyspie Honsiu, w prefekturze Nagano. Według danych na rok 2020 miejscowość zamieszkiwało 10 218 mieszkańców , a gęstość zaludnienia wyniosła 54,3 os./km².